# Christine Flear
Christine Flear, née Christine Leroy le 22 avril 1967, est une joueuse d'échecs française.
Maître international féminin depuis 1986, elle a réalisé deux normes de Grand maître international féminin en 1986 et 2003.

## Biographie et carrière
Christine Flear a participé à de nombreux championnats de France d'échecs féminins : elle a remporté ce championnat à 5 reprises (en 1985, 1991, 1994, 1998 et 1999) et est arrivée 3 fois deuxième (1996, 1997 et 2002).
En octobre 2003, elle était classée 2267 au classement Elo.
Christine Flear a occupé des responsabilités au sein de la Fédération française des échecs, où elle a notamment été directrice des féminines au Comité Directeur de 1996 à 2001 puis à partir de 2005 où elle fait le lien entre le haut niveau et le Comité Directeur, notamment en accompagnant les équipes de France et l'équipe de France des jeunes.
Elle a rejoint à la rentrée 2013 le club de Lattes où elle a une fonction d'entraîneur et de suivi des équipes.
Christine Flear a épousé, en 1986, Glenn Flear, un Grand maître international anglais. Ils vivent en France, non loin de Montpellier, et ont deux fils.